# Carlo III di Monaco
Carlo III di Monaco (Parigi, 8 dicembre 1818 – Marchais, 10 settembre 1889) fu principe sovrano di Monaco dal 20 giugno 1856 fino alla sua morte.
Nella storia monegasca è ricordato in particolare per essere stato il fondatore del Casinò di Monte Carlo per rimpinguare le casse dello Stato dopo le dilapidazioni del governo di suo padre Florestano. Coi suoi provvedimenti in fatto di politica estera, garantì inoltre la piena indipendenza del Principato dalla Francia, con la quale concluse il trattato franco-monegasco del 1861.

## Biografia

### Infanzia
Carlo nacque a Parigi l'8 dicembre 1818, unico figlio del principe Florestano I di Monaco e di sua moglie, Marie Caroline Gibert de Lametz.
I rapporti tra il principe Carlo e suo padre Florestano, a ogni modo, non furono mai idilliaci: i due erano animati da spiriti di vita differenti e soprattutto il giovane Principe ereditario (sostenuto in questo anche da alcuni ministri) non poteva tollerare che il padre non si occupasse adeguatamente dello Stato. Già nel 1853, Carlo cercò di cospirare contro il padre per rovesciarlo dal trono e porsi quale nuovo Principe sovrano di Monaco, ma la cospirazione venne scoperta e il Principe venne imprigionato e fu liberato solo tre anni più tardi.

### Matrimonio

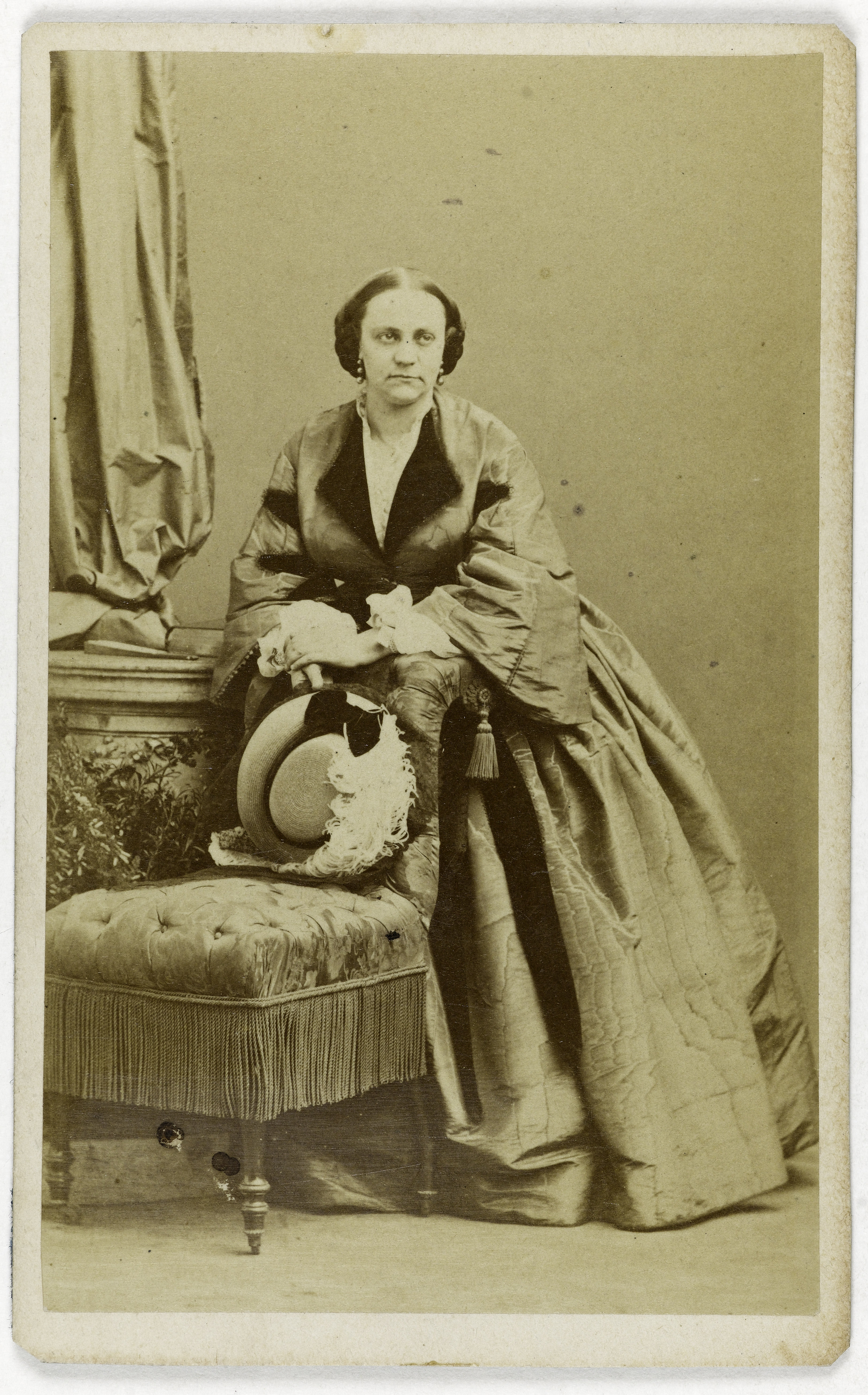
Antoinette de Mérode-Westerloo

Il 28 settembre 1846 Carlo sposò la nobildonna Antoinette de Mérode-Westerloo a Bruxelles. Grazie alla generosa dote della moglie, Carlo III fu in grado di finanziare parte delle spese per l'abbellimento di Monte Carlo di modo da attrarre i turisti più benestanti verso le coste del piccolo principato. Antoinette acquistò a proprie spese il Castello di Marchais, ove peraltro morì il principe Carlo e che ancora oggi è di proprietà della famiglia Grimaldi.

### Principe di Monaco

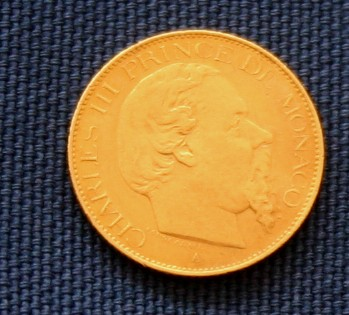
L'effige di Carlo III, principe di Monaco su una moneta

Carlo divenne comunque legittimo Principe di Monaco il 20 giugno 1856, con la morte del padre, in quanto suo unico erede. Il principe Florestano, come si è detto, era stato un pessimo monarca sotto l'aspetto amministrativo, soprattutto per il fatto che, come secondogenito, non era mai stato adeguatamente preparato alle questioni governative e si era gettato invece a pieno nel mondo del teatro, una delle sue grandi passioni. La politica del padre aveva di molto dilapidato le finanze statali e fu per questo che uno dei principali impegni dei primi anni di regno di Carlo III fu quello di trovare una possibile soluzione per incamerare maggiore denaro possibile a favore del piccolo Stato monegasco.

### Fondazione del Casinò di Montecarlo

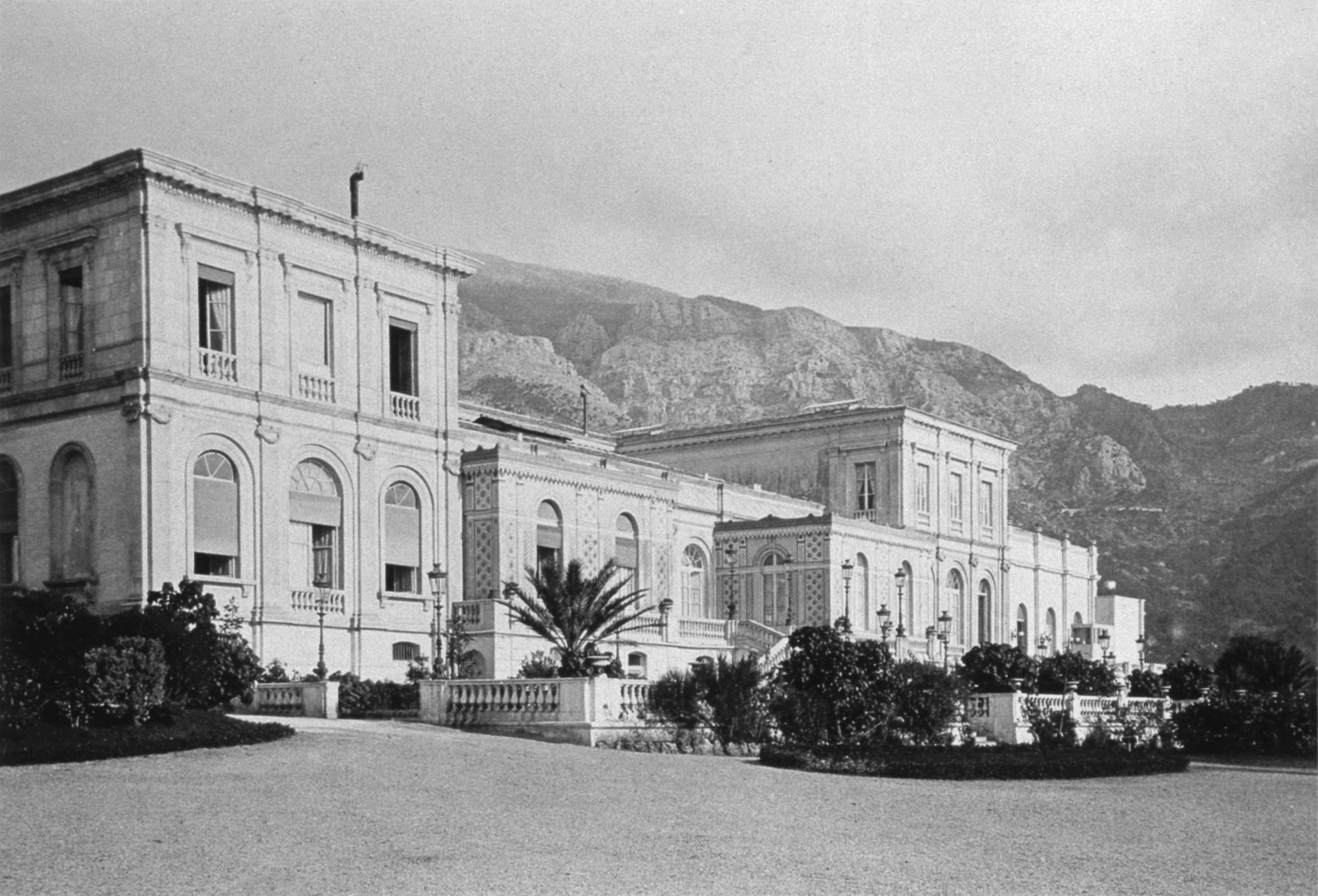
Facciata sul mare del Casinò di Monte Carlo prima del 1878

Per saldare i conti dello Stato, nel 1865 Carlo III pensò di fondare il Casinò di Monte Carlo che ancora oggi esiste e consente al Principato di godere di cospicue entrate di denaro (appena salito al trono aveva parzialmente legalizzato il gioco d azzardo permettendolo in una sala all' interno di un albergo a partire dal 14 dicembre 1856). Questa sua iniziativa, assolutamente legale ed economicamente perfetta per lo status delle finanze di Monaco, incontrò però l'opposizione di parte dei cattolici presenti (ma non della gerarchia, ossia dei parroci) e in particolar modo dei gesuiti, che avevano fondato a Monaco un monastero e una scuola privata per i rampolli dell'élite della società monegasca che si trovava tremendamente vicina alla nuova istituzione fondata da Carlo III. Il Principe, però, che doveva fare i conti con le finanze statali, archiviò momentaneamente le richieste dei gesuiti e si concentrò sullo sviluppo della struttura. Spazientiti, i gesuiti tentarono di trascinare Carlo III in tribunale ed egli allora reagì emanando un decreto che ordinava la loro espulsione dal Principato.
In ogni caso i rapporti del Principe con la Santa Sede rimasero buoni tanto che Pio IX eresse nel 1868 Monaco in abbazia nullius, (rendendolo indipendente dalla diocesi di Nizza) che Leone XIII innalzò in diocesi, nonostante il territorio minuscolo, nel 1887 (oggi arcidiocesi di Monaco), concedendone il patronato al Principe.
Dietro queste tensioni di natura meramente moralista, vi furono probabilmente delle tensioni anche con la Francia, dove l'esistenza di casinò sul territorio nazionale era vietata e tale rimase sino al 1907. Di fronte alla minaccia politica velata che pure si profilava nei suoi confronti e verso lo Stato da lui amministrato, Carlo III lasciò intendere che in caso di ulteriori insistenze sarebbe stato pronto ad abdicare in favore di suo nipote, il duca tedesco Guglielmo II di Urach. Le tensioni si appianarono successivamente tra le due parti solo quando Carlo III rinunciò definitivamente ai suoi diritti su Mentone e Roccabruna a vantaggio della Francia, con la firma del trattato franco-monegasco del 1861.

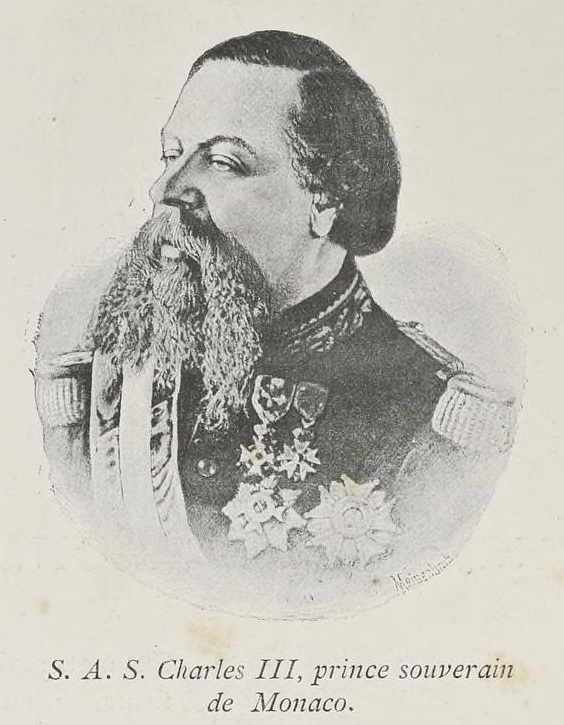
Il principe Carlo III in una litografia d'epoca

Superate le ostilità interne, a ogni modo, il principe Carlo si pose da subito alla ricerca di possibili investitori per la creazione di una società che si occupasse del casinò, ma la maggior parte dei grandi proprietari monegaschi aveva una mentalità ancora fortemente influenzata dai contrasti di natura politica e religiosa e il progetto si trovò quasi sul punto di fallire ancora prima di iniziare. Alla fine Carlo III si rivolse a François Blanc, l'uomo che aveva costituito la propria fortuna personale sulla fondazione del casinò di Homburg, nel Langraviato d'Assia-Homburg (Germania), collaborando anche in quel caso col Principe locale, Ferdinando d'Assia-Homburg. Per l'investimento della somma di 1 700 000 franchi, Blanc ottenne una rendita annuale di 50 000 franchi più il 10% dei benefici netti del casinò e la concessione per 50 anni del casinò stesso con un accordo siglato il 31 marzo 1860. François Blanc si pose alla testa della Société des Bains de Mer (creata nel 1863) e del Cercle des étrangers che de facto amministrarono il casinò.
Le prime infrastrutture iniziarono a essere costruite dal 1862 presso un villaggio sperduto su una collina del Principato noto come Les Spélugues ("le grotte") e già nel 1863 la struttura del casinò risultò terminata. Blanc fondò inoltre l'Hôtel de Paris nel 1864, inaugurando ufficialmente il casinò nel luglio del 1865. Il nuovo quartiere che andò a crearsi attorno al casinò venne ribattezzato nel 1866 col nome di "Monte Carlo" in onore a Carlo III.

### Mentone e Roccabruna
Altro problema che investì il periodo di governo di Carlo III fu la questione della politica con la Francia. Le città di Mentone e Roccabruna erano state annesse dalla Francia durante la rivoluzione francese e successivamente erano state restituite al Principato quando questo si trovava sotto la protezione militare del Regno di Sardegna. A ogni modo, durante le rivoluzioni del 1848, Mentone e Roccabruna si sollevarono e si dichiararono "città libere", chiedendo la protezione del governo sabaudo. Le due città rimasero peraltro formalmente monegasche.
Nel 1854, ancora nelle vesti di Principe ereditario e Duca di Valentinois, Carlo tentò di far sollevare la popolazione di Mentone, presentandosi in città con il suo seguito e l'aiutante di campo, alle ore 6 di giovedì 6 aprile, confidando nelle assicurazioni dei filo-monegaschi. La cittadinanza di Mentone, però, restò indifferente all'arrivo del sovrano. Non così la locale tenenza dei Carabinieri che immediatamente dispose l'arresto della ventina di sostenitori e anche del futuro Principe di Monaco con il suo seguito, traducendo tutti alla fortezza di Villafranca.
Dopo la cessione dei territori di Nizza e della Savoia a Napoleone III, in cambio dell'intervento francese nella seconda guerra d'indipendenza italiana, per risolvere la questione la Francia dispose a favore del Principe di Monaco il pagamento di una cospicua somma di denaro (4 000 000 di franchi dell'epoca) in compensazione dell'annessione delle due città, che avevano fino ad allora costituito il 90% del territorio totale dello Stato, tramite il trattato franco-monegasco del 1861. La Francia, sulla base del medesimo accordo, avrebbe inoltre garantito a ogni costo la piena indipendenza del Principato di Monaco.

### Consolidamento dello Stato

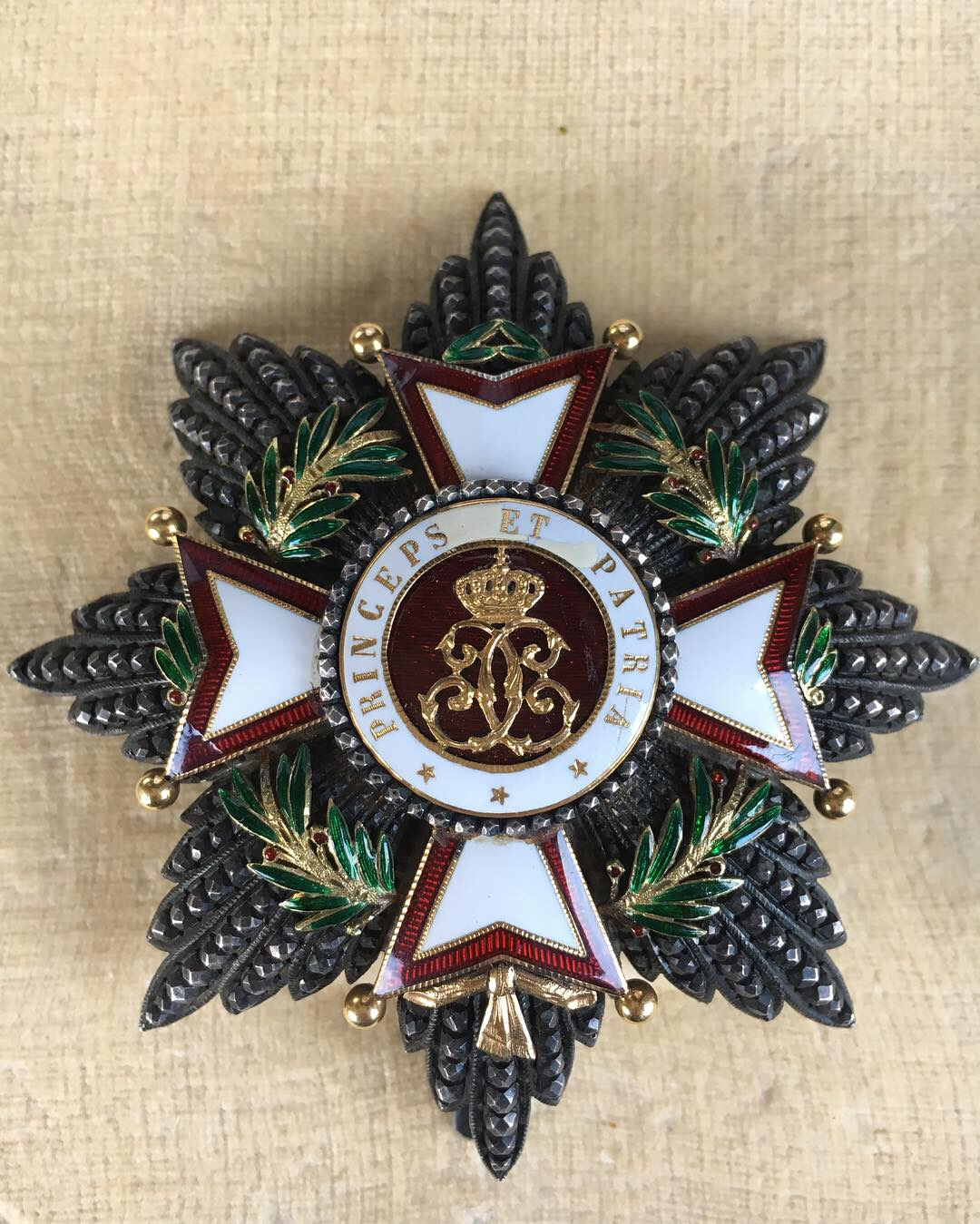
Stella dell'Ordine di San Carlo

Sotto il governo di Carlo III il Principato di Monaco incrementò la propria attività diplomatica; ad esempio, nel 1864, Carlo III concluse un trattato di alleanza con il bey di Tunisi, Muhammad III al-Sadiq, che regolò inoltre i trattati commerciali tra i due Paesi. Egli inoltre stabilì relazioni diplomatiche con altri governi nel mondo per la prima volta. Nel complesso, dunque, il governo del principe Carlo fu benefico per Monaco, con una notevole marcia in più che il principe diede personalmente alla riscoperta dell'identità nazionale del Principato, implementando gli studi linguistici sul dialetto monegasco e fondando nel 1858 la prima onorificenza ufficiale di Stato, l'Ordine di San Carlo, dedicato al suo santo patrono.
Nel 1865 Carlo III concluse l'unione doganale con la Francia e istituì ufficialmente il nuovo confine tra i due Stati. Raggiunse inoltre un accordo per la costruzione della linea ferroviaria Nizza-Ventimiglia, attraversando il territorio di Monaco.
Concluse un Concordato con la Santa Sede (1887) che concesse al Sovrano monegasco vasti poteri di giuspatronato su quasi tutte le istituzioni religiose a partire dalla nomina dei vescovi. Inoltre strinse accordi internazionali che consentirono relazioni diplomatiche di Monaco con Italia, Santa Sede, Spagna, Austria pur vincolato da accordi prominenti con la Francia.
Decisivo fu il suo intervento per la creazione di prestigiosi istituti culturali come il Grand Théâtre (oggi noto come Opera di Monte Carlo) con la sua prestigiosa orchestra filarmonica (1879).
Un matrimonio prestigioso fu quello della sorella minore Florestina di Monaco che sposò nel 1863 il Duca Guglielmo di Urach, della Casa Reale di Württemberg (già genero di Eugenio di Beauharnais per il primo matrimonio), genitori di re Mindaugas II di Lituania.

### Morte

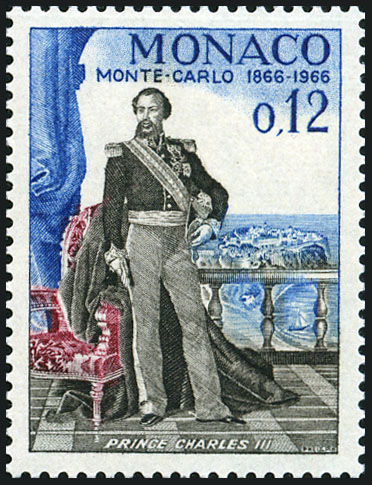
Carlo III in un francobollo

Il Principe morì mentre si trovava in villeggiatura al Castello di Marchais, in Francia, il 10 settembre 1889.

## Numismatica e filatelia

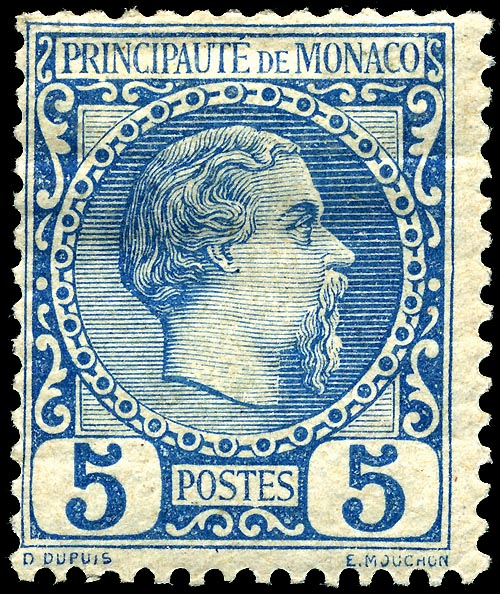
Francobollo da 5 c. di Carlo III del 1885

Nel 1885 Carlo III fu il primo principe sovrano di Monaco a ottenere la possibilità di emettere una propria serie di francobolli in uso nel principato, riportanti appunto la sua effigie. In precedenza nel territorio monegasco erano regolarmente utilizzati quelli francesi. Per questo suo interessamento al mondo filatelico, nella storia postale di Monaco gli vennero dedicati due francobolli dal principe Ranieri III, uno nel 1966 per commemorare il 100º anniversario della fondazione della città di Monte Carlo per opera di Carlo III e uno nel 1989 in occasione del 100º anniversario della sua morte.
Carlo III fu inoltre il monarca che a Monaco riprese la coniazione di monete in oro.

## Commemorazione

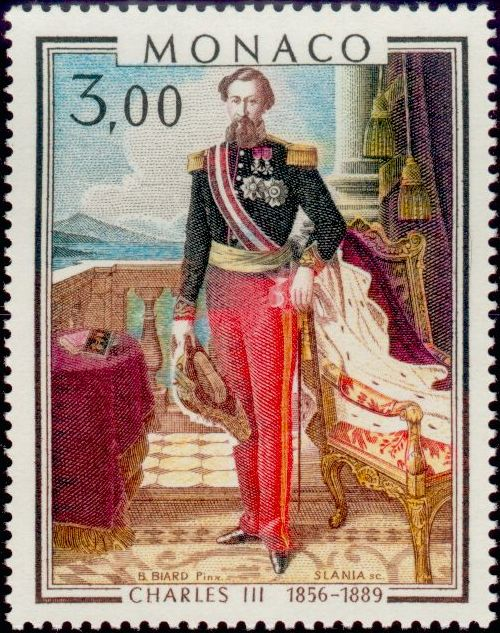
Francobollo raffigurante il principe Carlo III emesso nel 2016 per commemorare il 150º anniversario della fondazione della città di Monte Carlo

Il 1 giugno 2016 vennero coniati 15 000 esemplari di 2 euro commemorativi dal principato di Monaco per commemorare il 150º anniversario della fondazione della città di Monte Carlo per opera di Carlo III

## Discendenza
Carlo III e Antoinette de Mérode ebbero un solo figlio:
- Alberto (1848 – 1922), marchese di Baux, futuro principe di Monaco, sposò Maria Vittoria Hamilton, da cui ebbe un figlio, e, in seconde nozze, Alice Heine.

## Ascendenza
|                                      |               |                                            | Genitori                                               |  |  | Nonni |  |  | Bisnonni              |  |  | Trisnonni           |  |
|                                      |               |                                            |                                                        |  |  |       |  |  | Onorato III di Monaco |  |  | Giacomo I di Monaco |  |
|                                      |               |                                            |                                                        |  |  |       |  |  | Onorato III di Monaco |  |  | Giacomo I di Monaco |  |
|                                      |               | Luisa Ippolita di Monaco                   |                                                        |  |  |       |  |  | Onorato III di Monaco |  |  |                     |  |
| Onorato IV di Monaco                 |               |                                            |                                                        |  |  |       |  |  | Onorato III di Monaco |  |  |                     |  |
|                                      |               | Maria Caterina Brignole Sale               | Giuseppe Maria Brignole Sale, VII marchese di Groppoli |  |  |       |  |  |                       |  |  |                     |  |
|                                      |               | Maria Caterina Brignole Sale               | Giuseppe Maria Brignole Sale, VII marchese di Groppoli |  |  |       |  |  |                       |  |  |                     |  |
|                                      |               | Maria Caterina Brignole Sale               | Maria Anna Balbi                                       |  |  |       |  |  |                       |  |  |                     |  |
| Florestano I di Monaco               |               | Maria Caterina Brignole Sale               |                                                        |  |  |       |  |  |                       |  |  |                     |  |
|                                      |               | Louis Marie d'Aumont, VI duca d'Aumont     | Louis Marie d'Aumont, V duca d'Aumont                  |  |  |       |  |  |                       |  |  |                     |  |
|                                      |               | Louis Marie d'Aumont, VI duca d'Aumont     | Louis Marie d'Aumont, V duca d'Aumont                  |  |  |       |  |  |                       |  |  |                     |  |
|                                      |               | Louis Marie d'Aumont, VI duca d'Aumont     | Victoire Félicité de Durfort                           |  |  |       |  |  |                       |  |  |                     |  |
| Louise d'Aumont                      |               | Louis Marie d'Aumont, VI duca d'Aumont     |                                                        |  |  |       |  |  |                       |  |  |                     |  |
|                                      |               | Louise Jeanne de Durfort                   | Emmanuel Félicité de Durfort, IV duca di Durfort       |  |  |       |  |  |                       |  |  |                     |  |
|                                      |               | Louise Jeanne de Durfort                   | Emmanuel Félicité de Durfort, IV duca di Durfort       |  |  |       |  |  |                       |  |  |                     |  |
|                                      |               | Louise Jeanne de Durfort                   | Charlotte Antoinette de La Porte Mazarin               |  |  |       |  |  |                       |  |  |                     |  |
| Carlo III di Monaco                  |               | Louise Jeanne de Durfort                   |                                                        |  |  |       |  |  |                       |  |  |                     |  |
|                                      | Thomas Gibert | Simon Gibert                               |                                                        |  |  |       |  |  |                       |  |  |                     |  |
|                                      | Thomas Gibert | Simon Gibert                               |                                                        |  |  |       |  |  |                       |  |  |                     |  |
|                                      | Thomas Gibert | Marie Louise Prévost                       |                                                        |  |  |       |  |  |                       |  |  |                     |  |
| Charles Thomas Gibert de Lametz      | Thomas Gibert |                                            |                                                        |  |  |       |  |  |                       |  |  |                     |  |
|                                      |               | Françoise Moret                            | Noël Augustin Moret                                    |  |  |       |  |  |                       |  |  |                     |  |
|                                      |               | Françoise Moret                            | Noël Augustin Moret                                    |  |  |       |  |  |                       |  |  |                     |  |
|                                      |               | Françoise Moret                            | Madeleine Thérèse Galleran                             |  |  |       |  |  |                       |  |  |                     |  |
| Maria Carolina Gibert de Lametz      |               | Françoise Moret                            |                                                        |  |  |       |  |  |                       |  |  |                     |  |
|                                      |               | François Louis Michel Le Gras de Vaubercey | François Edouard Michel Le Gras de Vaubercey           |  |  |       |  |  |                       |  |  |                     |  |
|                                      |               | François Louis Michel Le Gras de Vaubercey | François Edouard Michel Le Gras de Vaubercey           |  |  |       |  |  |                       |  |  |                     |  |
|                                      |               | François Louis Michel Le Gras de Vaubercey | Louise de Lormeaux                                     |  |  |       |  |  |                       |  |  |                     |  |
| Marie Françoise Le Gras de Vaubercey |               | François Louis Michel Le Gras de Vaubercey |                                                        |  |  |       |  |  |                       |  |  |                     |  |
|                                      |               | Gabrielle Françoise des Courtils           | Jean Baptiste François des Courtils                    |  |  |       |  |  |                       |  |  |                     |  |
|                                      |               | Gabrielle Françoise des Courtils           | Jean Baptiste François des Courtils                    |  |  |       |  |  |                       |  |  |                     |  |
|                                      |               | Gabrielle Françoise des Courtils           | Marie Marguerite de Lafons d'Hardecourt                |  |  |       |  |  |                       |  |  |                     |  |
|                                      |               | Gabrielle Françoise des Courtils           |                                                        |  |  |       |  |  |                       |  |  |                     |  |